# 莫斯達足球會
莫斯達足球會（英語：Mosta Football Club）是一支位於馬耳他莫斯塔的職業足球會，目前於馬耳他足球超級聯賽角逐。